# Urospermum dalechampii
Urospermum dalechampii es una herbácea de la familia de las asteráceas.

## Caracteres
Planta perenne, de 25-40 cm de alto, vellosa, con tallos solitarios o algo ramificados. Hojas generalmente basales, de 5-19 cm de largo, normalmente pinnaticortadas con un gran cono terminal. Pocas hojas caulinares más pequeñas, más o menos indivisas, abrazadoras. Flores reunidas en grupos. Cabezuelas grandes, de hasta 5 cm de ancho, en número de 1-3 en un pedúnculo muy largo. Involucro cilíndrico, formado de 7-8 brácteas lineares, soldadas por la base, en una hilera. Sólo están formadas las lígulas, de color amarillo azufre, frecuentemente con rayas rojas, las internas más cortas y oscuras. Ligulas de hasta 2 c de largo. Frutos (aquenios) negros, con pico algo dilatado por la base, abajo con costillas verrugosas, con una corona de pelos blancuzca, pinnada.

## Hábitat
Márgenes de los caminos, praderas secas, baldíos.

## Distribución
Mediterráneo occidental y central, en el este hasta Serbia.

## Citología
Número de cromosomas de Urospermum dalechampii (Fam. Compositae) y táxones infraespecíficos
2n=14.

## Nombre común
- Castellano: lechuguilla, roseta de Portugal.[4]

## Sinonimia
- Tragopogonodes dalechampii (L.) Kuntze [1891, Revis. Gen. Pl., 1 : 370]
- Tragopogon verticillatus Lam. [1779, Fl. Fr., 2 : 77] [nom. illeg.]
- Tragopogon laetus Salisb. [1796, Prodr.] [nom. illeg.]
- Tragopogon dalechampii L. [1753, Sp. Pl., éd. 1 : 790]
- Tragopogon bicolor Moench [1794, Meth. : 539] [nom. illeg.]
- Arnopogon dalechampii (L.) Willd.[5]

## Uso gastronómico
Las hojas de esta planta son uno de los ingredientes del preboggion, mezcla de hierbas típica de la cocina de Liguria.

## Galería

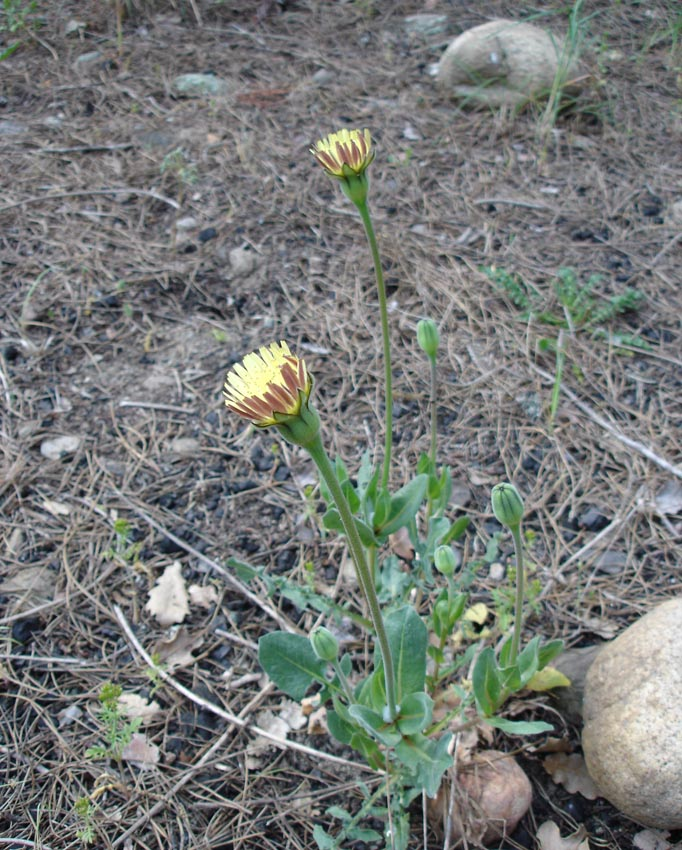
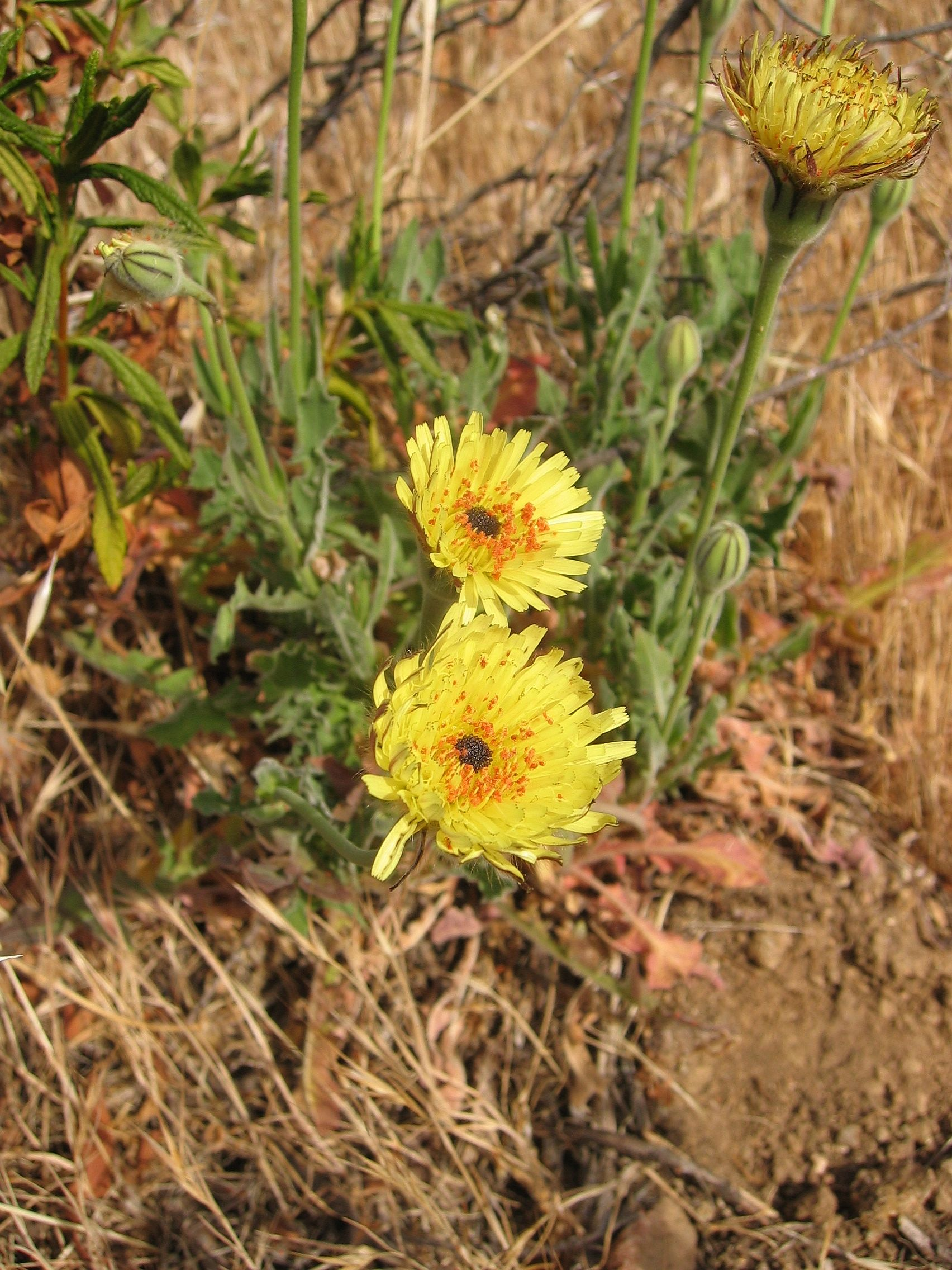
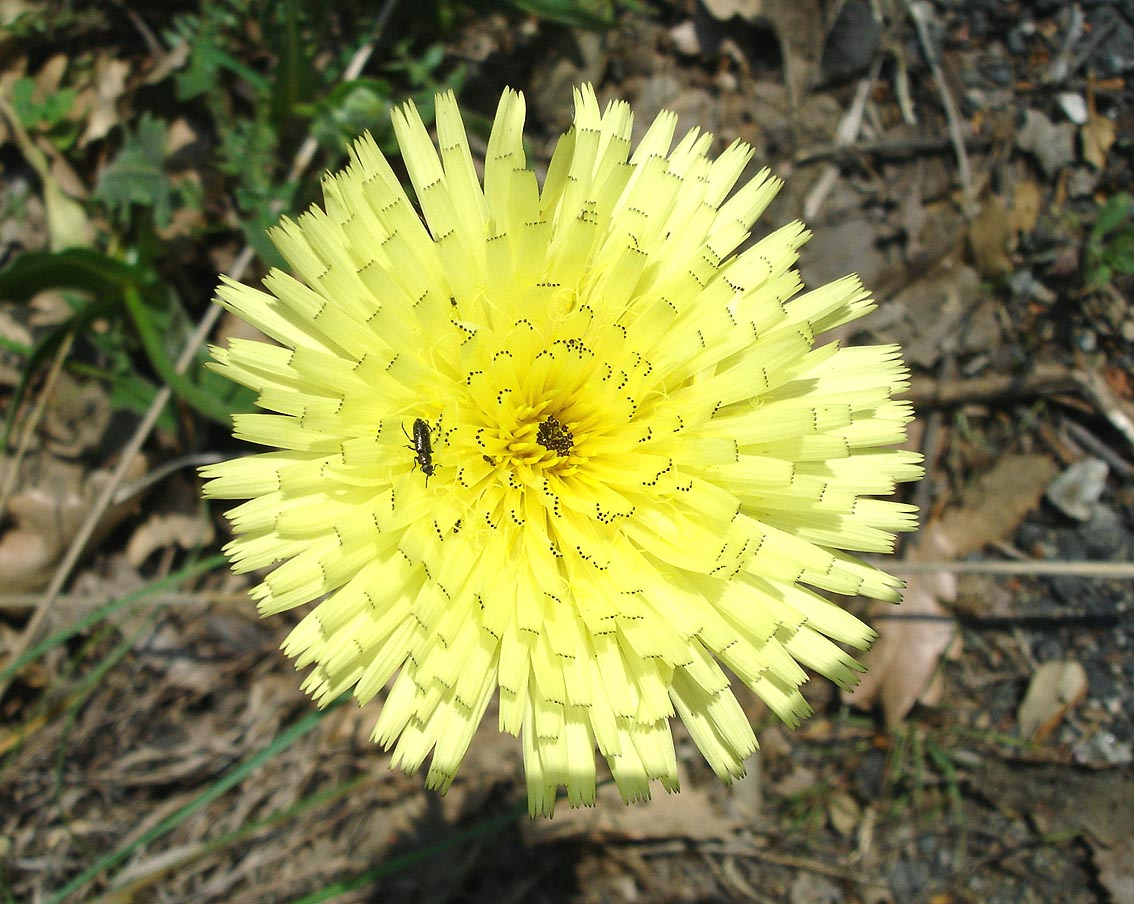

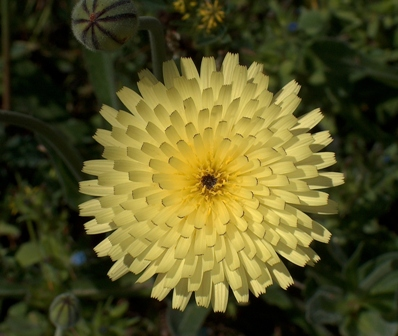
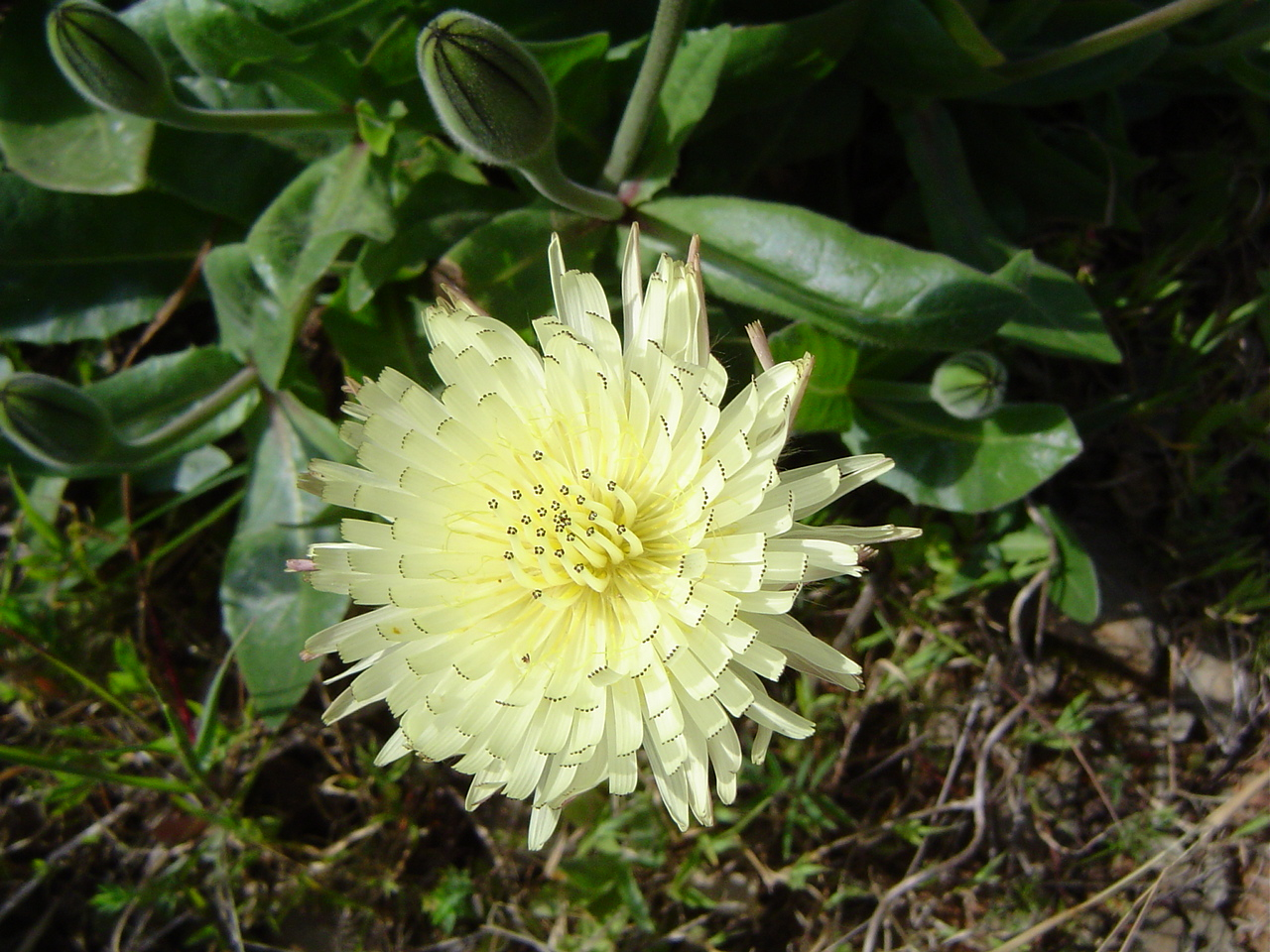
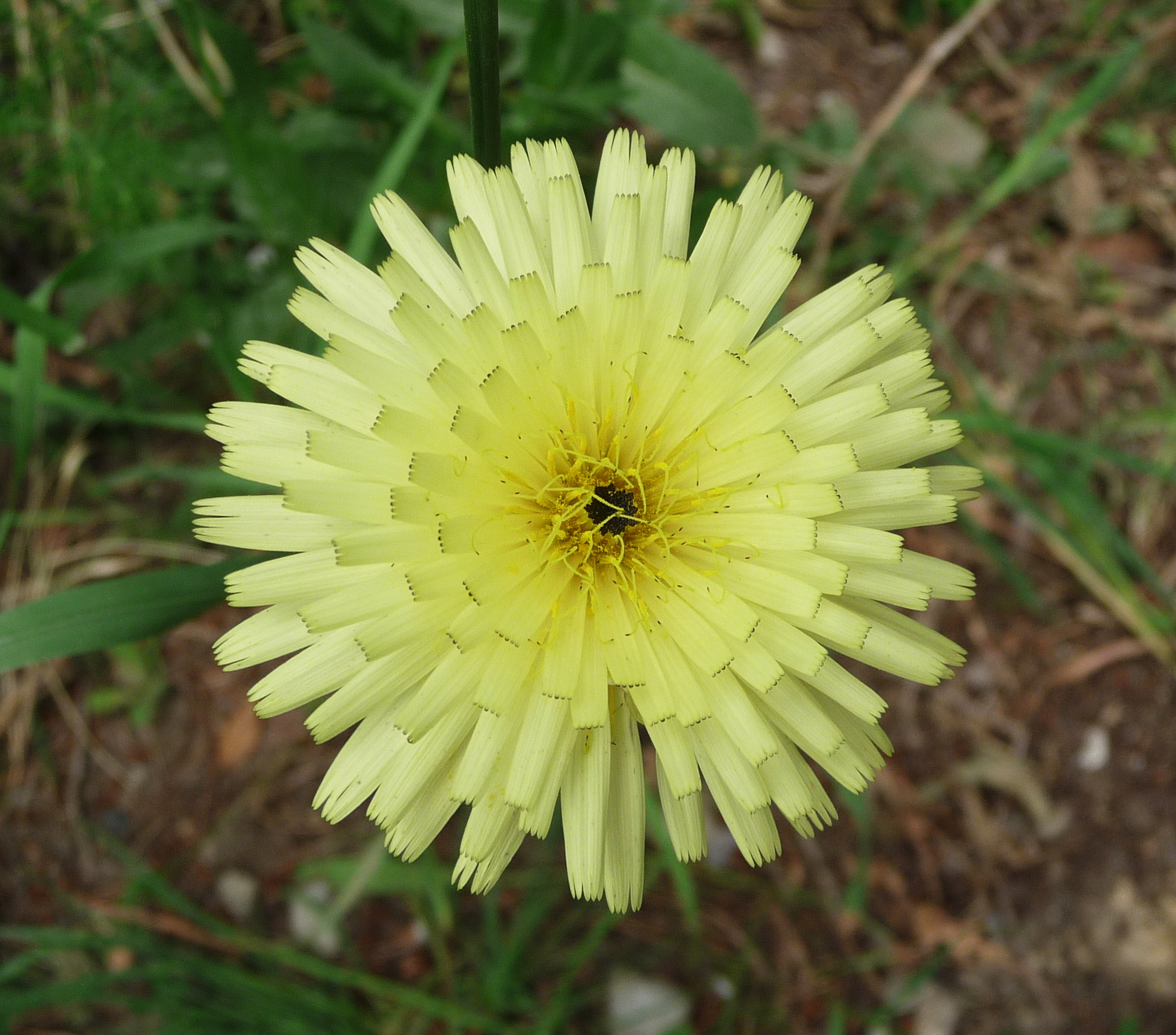